# La Folie du jour

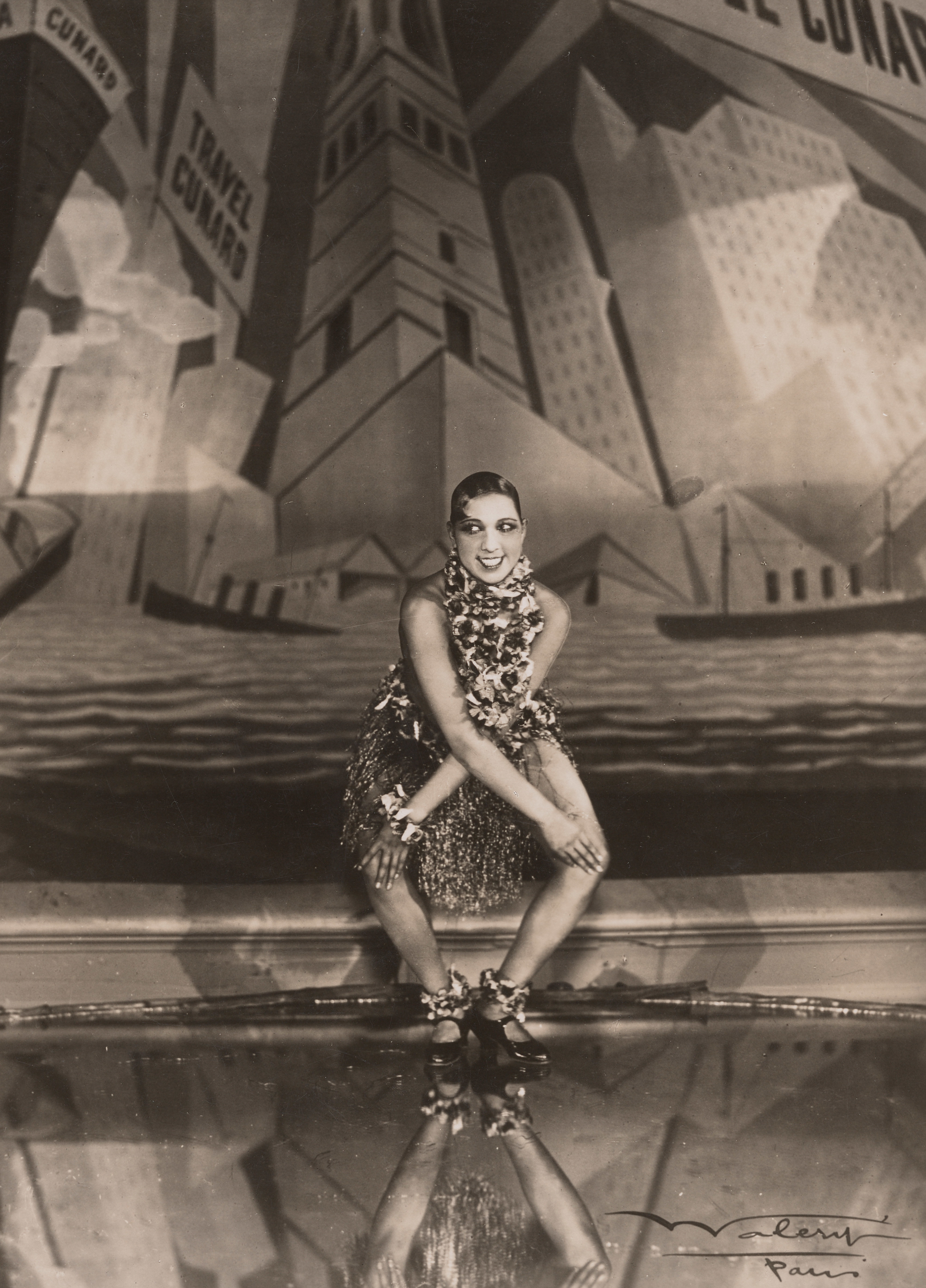
Joséphine Baker dans la revue des Folies Bergère La Folie du jour

La Folie du jour est un film muet français réalisé par Joe Francis, sorti en 1927.
Il s'agit d'un spectacle des Folies Bergère, avec Joséphine Baker en vedette.

## Fiche technique
- Titre : La Folie du jour
- Réalisation : Joe Francis
- Musique : Hermite
- Société de production : Les Films Alex Nalpas
- Pays de production :  France
- Langue : film muet avec les intertitres  en français
- Format : Noir et blanc — 35 mm — 1,33:1 — Muet
- Genre :
- Dates de sortie :
  - France : 25 février 1927

## Distribution
- Joséphine Baker
- Leon Barte
- Rosa Blang
- Pépa Bonafé
- Suzy Béryl